# Polskie Towarzystwo Pedagogiczne na Śląsku Cieszyńskim
Polskie Towarzystwo Pedagogiczne na Śląsku Cieszyńskim – nauczycielskie towarzystwo naukowe, założone w 1896 roku na Śląsku Cieszyńskim.

## Historia
Organizacja składała się z nauczycieli polskich szkół ludowych i wydziałowych. Początkiem P. T. P. było na Śląsku Cieszyńskim Polskie Kółko Pedagogiczne w Ustroniu, założone jesienią 1888 i liczące początkowo 10 członków. Jego założycielami byli: Jerzy Kubisz, Jerzy Michejda, Paweł Terlik, Jan Glajcar, Jan Ożana, Józef Goszyk, Andrzej Cienciała, Andrzej Hławiczka, Pawel Zieniek i Jerzy Raszka. W 1896 kółko to z lokalnego przemieniło się w organizację krajową.
Działaczami organizacji byli m.in.: Hilary Filasiewicz, Bernard Kotula, dr Kazimierz Wróblewski, Franciszek Popiołek, Alojzy Milata, Michał Janik, Karol Buzek, Klemens Matusiak, Władysław Bukowski oraz Paweł Pszczółka.
W czasie najwyższego rozwoju w 1913 towarzystwo liczyło 551 członków. Liczba ta zmniejszyła się po wybuchu I wojny światowej oraz wskutek podziału Śląska Cieszyńskiego, jaki nastąpił w lipcu 1922 roku, kiedy to liczba jego członków po stronie polskiej spadła do 416. Wskutek podziału towarzystwo rozdzieliło się na dwie bliźniacze organizacje. W Czechosłowacji działało pod nazwą Związku Nauczycielstwa Polskiego w Czechosłowacji.
Towarzystwo wydawało własną gazetę, będącą jego organem prasowym: "Miesięcznik Pedagogiczny", wychodzący od 1 stycznia 1892 r. Jego redaktorami byli: Jerzy Kubisz (1892–1902), Józef Góral (1903–1907), Franciszek Popiołek (1908–1910), Paweł Bobek (1911–1918), Alojzy Milata (1918–1921), dr Henryk Życzyński (od 1922 r.).